# Найманий убивця (фільм, 1989)
«Найманий убивця» (Dip huet seung hung, інша назва «Кілер») — кінофільм, бойовик режисера Джона Ву. Фінансування фільму було проблематичним у зв'язку з розбіжностями Джона Ву і Цуй Харка, що почалися ще під час зйомок «Світлого майбутнього 2». У результаті проблеми були вирішені за допомогою Чоу Юньфата і Денні Лі.
Ву хотів зняти фільм про честь і обов'язок і про дружбу двох людей, що опинилися по різні боки закону.

## Сюжет
Професійний кілер Джеффрі під час виконання одного із завдань випадково засліплює співачку Дженні, вистріливши близько від її лиця. У спробі врятувати її очі, він обмотує їй обличчя своїм білим шарфом. Дженні потрапляє в лікарню, де їй повідомляють, що зір можна повернути, пересадивши рогівку.
Проходить деякий час. Джеффрі сидить в барі, де співає сліпа Дженні, але кілер спочатку не впізнає її. На вулиці на Дженні нападає пара хуліганів, але Джеффрі рятує від них Дженні і проводжає її до будинку. Там він бачить на вішалці свій шарф, забруднений кров'ю і розуміє, що винен в тому, що дівчина втратила зір. Сама Дженні бачить надто погано і не здогадується про те, хто врятував її від нападу.
Джеффрі часто відвідує Дженні і розуміє, що закохався. Для того, щоб добути грошей на операцію, він погоджується на останню справу. Він повинен вбити боса мафії Ван Дун'юаня (в ліцензійному перекладі Cinema Prestige — Вонга Ю) під час спортивних змагань. Поліція підозрює, що Вонг, можливо, буде убитий, і посилає в якості охоронців двох поліцейських - інспектора Лі Іна (Cinema Prestige - Лі Інга) і сержанта Цзен Е (Cinema Prestige - Цанга Е). Джеффрі припливає на місце змагань на катері і вбиває Вана зі снайперської гвинтівки. Він кидає зброю в воду і пливе, але Лі і Цзен кидаються в погоню.
А-Чжуан (Cinema Prestige - А Чжон) врятується від погоні на острові, але він уже потрапив до уваги поліції і організація, що послала його, негайно вирішує прибрати кілера. На Джеффрі нападають, починається перестрілка, в якій беруть участь і підоспілі Лі з Цзен. В результаті маленька дівчинка була поранена кулею і Джеффрі відвіз її в місцеву лікарню. Там він зіткнувся віч-на-віч з інспектором Лі, але, переконавшись, що дівчинка жива, Джеффрі вдало втікає.
Лі стає просто одержимий ідеєю впіймати вбивцю. Він дізнається, що кілька місяців тому був випадок з засліпленою співачкою і схожим кілером. Лі вирішує, що раз сентиментальний вбивця врятував дівчинку на острові, то повинен був допомогти і цій випадкової жертві. Він очікує приходу Джеффрі будинку у Дженні і противники знову завмирають, наставивши один на одного пістолети. Чи видається Дженні старим другом Джеффрі. Він каже, що в дитинстві у Джеффрі було прізвисько «Міккі Маус», а у самого Лі - «Дамбо». Джеффрі підтримує гру Лі та втікає, не забравши Дженні. Після його відходу Лі розповідає правду про особу Міккі і про свою.
У себе вдома кілер чекає оплати за вбивство Вана і до нього приходить Фунг Сей. Ця людина передавала Джеффрі завдання протягом багатьох років і вбивця вже вважав його своїм другом. Але Фунг Сей приходить без грошей і, схопивши пістолет Джеффрі, наставляє дуло на нього. Він насилу натискає на курок, але Джеффрі виявився хитрішим, і в пістолеті немає патронів. Потім він захищається від декількох вбивць, які прийшли слідом за Сеєм, і вбиває їх. На питання Сея, чому Джеффрі не втік з міста, кілер відповідає, що не отримав грошей за роботу, а це не за правилами мафії. Він залишає Фунг Сея в живих і хоче піти, але Сей запитує, чи залишилися у Джеффрі патрони. Кілер відповідає, що завжди залишає одну для себе, якщо справи підуть погано, або для ворога, якщо ситуація складеться добре. Сей дякує Джеффрі за те, що той зберіг йому життя.
Кілер приходить прямо на базу мафії і стає свідком сцени, в якій Фунг Сей стає на коліна перед новим босом Ван Хаєм (Cinema Prestige - Вонг Хоєм) і просить віддати Джеффрі належні йому гроші. Вбивця зав'язує перестрілку і, убивши кількох людей Хая, їде. Фунг Сей їде слідом і на узбіччі дороги між ними відбувається гаряча суперечка. Джеффрі каже, що, якщо Фунг Сей вважає його своїм другом, то не повинен ставати на коліна. Сей заявляє, що честь для нього не порожнє слово і обіцяє повернути Джеффрі його гроші. Примирившись, вони їдуть додому до Фунг Сея.
На другий день за допомогою хитрості Джеффрі вдається зустрінетися з Дженні. Поки Сей прикидався кілером, Джеффрі благополучно пішов від Дженні. Сея заарештував Лі, але нічого не зміг йому пред'явити. Сей вийшов з відділення поліції і поїхав до себе додому, але в дорозі його почали переслідувати люди Ван Хая і сержант Цзен. У підсумку Сей благополучно зник, а тяжко пораненого Цзена доставили в лікарню. Там він незабаром помер і Лі пообіцяв, що тепер точно заарештує Джеффрі.
Лі добирається до будинку Фунг Сея і наставляє на Джеффрі пістолет, але додому тут же нападають люди Хая і противники на час об'єднують свої сили. Вибравшись, вони їдуть до церкви, куди обіцяє прибути Цей уже з грошима, і міркують про те, що могли б стати друзями. Прибувши на місце, вони бачать, що Дженні майже осліпла і зволікати більше не можна. Джеффрі просить Лі в разі смерті відвезти його тіло в лікарню, щоб Дженні пересадили його рогівку або, якщо не вийде, скористатися грошима.
Тим часом Фунг Сей вимагає у Ван Хая гроші Джеффрі. Починається розбірка, Сей вбиває кількох супротивників, але його обеззброюють і б'ють. Ван Хай обзиває Сея псом і розгніваному мафіозі вдається забрати свою зброю і взяти Хая в заручники. На питання, чи залишилися у нього патрони, Сей відповідає, що завжди залишає одну кулю. Він отримує гроші і хоче вбити Хая, але патронів немає. Тоді Сей приглушує боса мафії і їде. У погоню відправляється вся банда на чолі з Хаєм.
Сей приїжджає до церкви. Бачачи побитого друга, Джеффрі каже, що не варто сунутися в лігво мафії за грошима, адже друзі завжди прощають один одному борги. Але Сей каже, що зробив те, що повинен був, і готовий померти, тільки у нього не залишилося кулі. По щоці кілера стікає сльоза і він вбиває Фунг Сея. Незабаром до церкви приїжджає вся численна банда і Міккі Маус з Дамбо, озброївшись, готові зустрічати їх.
В результаті цієї кривавої перестрілки двоє друзів отримують безліч ран і вбивають незліченну кількість ворогів. Залишився тільки один — Хай. Джеффрі нагадує Лі про своє прохання, і інспектор розуміє, що Міккі збирається пожертвувати життям заради Дженні. Але фінал виявляється трагічніше. Джеффрі втрачає свої очі від кулі Хая. Повністю осліпла Дженні повзає по землі в пошуках улюбленого, а він завмирає нерухомо і, мабуть, помирає. Хай вибігає до оточивших церкву поліцейським і здається, знаючи, що тепер його не вб'ють. Але він помиляється: залишився в живих інспектор Лі забуває про борг поліцейського і мстить чолі мафії за загибель друга.

## У ролях
- Чоу Юньфат — Джеффрі / «Міккі Маус» (в оригінальній версії — А Цзонг) (в перекладі Cinema Prestige — А Чжон)
- Денні Лі — Інспектор Лі Ін / «Дамбо» (в перекладі Cinema Prestige — Лі Інг)
- Саллі Е — Дженні
- Кеннет Цзен Цзян (Чханг Гонг) — Сержант Цзен Е (в перекладі Cinema Prestige — Цанг Е)
- Чжу Цзян (в титрах — Кон Чу) — Фунг Сей
- Чен Куйань (Сінг Фуйонь) (в титрах — Фуй-Он Сін) — Ван Хай (в перекладі Cinema Prestige — Вонг Хой)
- Е Жунцзу (Йіп Вингцзоу) (в титрах — Йіп Винг Чо) — Ван Дуньюань (в перекладі Cinema Prestige — Вонг Ю)

## Вплив фільму
Джон Ву писав сценарій фільму, перебуваючи під впливом таких режисерів, як Жан-П'єр Мельвіль і Мартін Скорсезе і, зокрема, їх фільмів «Самурай»  і «Злі вулиці». А його «Найманий вбивця», в свою чергу, вплинув на початківців тоді режисерів: Люка Бессона, Роберта Родрігеса, Квентіна Тарантіно та Джонні То. Цей вплив неважко помітити в таких фільмах, як «Леон» і «Нікіта» Бессона, «Музикант» і «Відчайдушний» Родрігеса, «Герої не вмирають», «Шлях хорошої людини» і «Професія кілер» Те. Крім того, стилістика «Найманого убивці» використовуються Тарантіно в фільмах «Скажені пси» і «Кримінальне чтиво», а також у фільмі Тоні Скотта «Справжня любов».

## Ремейк
У 2024 році вийшов ремейк фільму: «Кілер», який також зняв Джон Ву.

## Премії та нагороди
1989 - премія Hong Kong Film Award кращому режисерові (Джон Ву) і за кращий монтаж (Кун Він Фан)